# Prononciation du français québécois
Le français québécois possède plus de phonèmes que le français de France. Il conserve les distinctions phonémiques entre /a/ et /ɑ/, /ɛ/ et /ɛː/, /ø/ et /ə/, et /ɛ̃/ et /œ̃/, alors que les secondes de chaque paire ont disparu à Paris et dans plusieurs autres parties de la France.

## Consonnes
- Le /t/ et /d/ suivis de /i/ ou /y/ ou /j/ ou /ɥ/ deviennent des consonnes affriquées. « Tirer » se prononce [t͡siˈʁe], « moitié » se prononce [mwaˈt͡sje], « dîner » se prononce [d͡ziˈne] et « dieu » se prononce [d͡zjø] etc.

- Une règle complexe de réduction des groupes de consonnes finales commune à toutes les variétés du français d'Amérique opère parfois dans les contextes suivants[1]:
  - (1) voyelle occlusive liquide: possible > possib', vinaigre > vinaig', plâtre > plât';
  - (2) voyelle occlusive occlusive: accepte > accep', affecte > affec', correct > correc';
  - (3) voyelle occlusive nasale: énigme > énig', rythme > ryth';
  - (4) voyelle fricative liquide: pauvre > pauv', livre > liv', pantoufle > pantouf'; trèfle > trèf';
  - (5) voyelle fricative occlusive: nationaliste > nationalis', reste > res', casque > cas';
  - (6) voyelle fricative nasale: nationalisme > nationalis', spasme > spas';
  - (7) voyelle nasale nasale: indemne > indem', hymne > hym';
  - (8) voyelle liquide occlusive liquide: arbre > arb', mordre > mord', couvercle > couverc';
  - (9) voyelle fricative occlusive liquide: piastre > pias', ministre > minis', muscle > mus';
  - (10) voyelle occlusive fricative occlusive: texte > tex', mixte > mix';
  - L'application de cette règle est pondérée par l'application d'autres règles comme:
    - a) La règle de réduction et la règle de liaison s'appliquent simultanément à la frontière des mots: d'autres amis > [dou̯tzaˈmi]; pauvres amis > [pou̯vzaˈmi].
    - b) La règle de réduction et la règle d'affrication s'appliquent simultanément à la frontière des mots: un cadre immense > [œ̃kɑd͡ziˈmãːs];
    - c) La consonne tronquée est conservée dans la morphologie sous-jacente: minis' > ministère, pauv' > pauvreté, indem' > imdemnité.

- Le R est traditionnellement roulé [r] dans l'ouest du Québec et grasseyé [ʀ] dans l'est (quoique de nos jours, le r parisien [ʁ] domine partout).

- Résolution des hiatus. Outre les cas de liaison communs à toutes les variétés du français, notamment celles dérivées du français populaire de Paris historique, le français québécois connaît des règles de résolution des hiatus particulières qui, si elles ont déjà existé ailleurs, ne sont pas documentées aussi extensivement[2].
  - Insertion d'une consonne de liaison "étymologique": cinq z'oiseaux « cinq oiseaux », de drôles de z'yeux « de drôles d'yeux ». L'étymologie de ce z' à valeur de pluriel réside dans la surgénéralisation d'une liaison entre un ancien suffixe pluriel -s, phonétiquement [z], et l'initiale vocalique du nom qui suit.
  - Insertion d'une consonne éphelcystique non étymologique: a-g-urissant « ahurissant », ha-gu-ir « haïr », hi-gu-ère « hier », on gu'y va « On y va. », on d'y va « On y va. », ch't'assez content « Je suis assez content. », té't'en forme « Tu es en forme. », donne-moi-z'en « Donne m'en. », ça l'a pas marché « Ça n'a pas marché. ».

## Voyelles
- Sont maintenues dans le système phonologique et, de ce fait, dans la phonétique aussi :
  - La distinction entre le a antérieur [a] et le a postérieur [ɑː] ~ [ɑʊ̯] : « patte » et « pâte »;
  - La distinction entre le è bref [ɛ] et le è long [ɛɪ̯] ~ [æɪ̯] ~ [aɪ̯] : « mettre » et « maître », elle est nette aussi en syllabe non accentuée; « fêter » se prononce [fɛɪ̯ˈte];
  - La distinction entre /ø/ et /ə/: « jeu » [ʒø] et « je » [ʒœ̈]; par contre, le /ə/ de « je » par exemple, est élidé partout où le contexte phonétique le permet: j'parle, j'mange, chu « je suis » (phénomène de la chute du schwa).
- Les voyelles /i/, /y/ et /u/ subissent la règle de relâchement ([ɪ, ʏ, ʊ]) en syllabe fermée lorsqu'elles sont en fin de mot (sauf si la syllabe fini par les sons [ʁ], [z], [v] ou [ʒ][3]): « butte » se prononce [bʏt] mais « buter » se prononce [byˈte]), « six » se prononce [sɪs] mais « système » se prononce [sisˈtɛm], « lune » se prononce [lʏn] mais « lunatique » se prononce [lynaˈt͡sɪk] et « route » se prononce [ʁʊt] mais « dérouté » se prononce [deʁuˈte].
- Les voyelles nasales /ɑ̃/, /ɛ̃/, /ɔ̃/ et /œ̃/ du français scolaire de référence sont traitées de façon suivante: 
  - /ɑ̃/ se réalise en [ã] ou en [æ̃] (populaire) en syllabe ouverte, mais [ãː] ou [ãʊ̯̃] (populaire) en syllabe fermée;
  - /ɛ̃/ et /ɔ̃/ se ferment et se diphtonguent en [ẽɪ̯̃] et [ɒ̃ʊ̯̃] dans toutes les syllabes;
  - La distinction entre le <in> et le <un> dans « brin » et « brun » est présente : [ẽɪ̯̃] et [œ̃ʏ̃] dans l'acrolecte, mais [ẽɪ̯̃] et [œ̃˞] dans le basilecte. La distinction a tendance à disparaître dans le basilecte au profit de [ẽɪ̯̃] dans le dialecte de Trois-Rivières.
  - Les voyelles longues (marquées /ː/ phonologiquement) sont diphtonguées en syllabe finale fermée, ce qui considéré comme non standard sauf, phonologiquement, lorsque l'allongement n'est pas intrinsèque mais dû à l'action d'une consonne allongeante ou quand la voyelle allongée est [a][4]  et, sociolinguistiquement, dans les contextes où la variété utilisée est acrolectale[5]: « pâte » /pɑːt/→[pɑʊ̯t], « fête » /fɛːt/→[fæɪ̯t] ~ [faɪ̯t], « autre » /oːtʁ/→[oʊ̯tʁ], « cinq » /sɛ̃ːk/→[sãɪ̯̃k], « onze » /ɔ̃ːz/→[ɒ̃ʊ̯̃z], « gaz » /ɡɑːz/→[ɡɑʊ̯z], « neutre » /nøːtʁ/→[nøy̯tʁ̥], « cœur » /kœːʁ/→[kaœ̯ʁ], « or » /ɔːʁ/→[ɑɔ̯ʁ], « rive » /ʁiːv/→[ʁɪ̯i̯v], « douze » /duːz/→[dʊu̯z], « amuse » /aˈmyːz/→[aˈmʏy̯z].
- En syllabe ouverte finale, le phonème /a/ se réalise en [ɑ] dans la variété acrolectale ou [ɔ] dans la variété basilectale : « chat » /ʃa/→[ʃɑ] ~ [ʃɔ], « là » /la/→[lɑ] ~ [lɔ], « sofa » /soˈfa/→[soːfɑ] ~ [soːfɔ], etc., d'où les alternances morphophonologique [a] : [ɑ] ~ [ɔ] dans chatte : chat, plate : plat, etc.[réf. souhaitée]
- La voyelle /a/ est réalisée comme une postérieure lorsqu'elle se trouve en syllabe fermée suivie de la consonne /ʁ/: « tard » se prononce [tɑːʁ] et la diphtongaison s'applique. La postériorisation est aussi disponible devant la consonne /ʒ/ en français montréalais populaire et la diphtongaison s'applique: « garage » peut alors se prononcer [ɡaʁɑʊ̯ʒ], « fromage » [fʁɔˈmɑʊ̯ʒ], etc. Par contre, « âge » [ɑʊ̯ʒ] et « nage » [nɑʊ̯ʒ] ne résultent pas d'une postériorisation mais a un /ɑː/ sous-jacent dans toutes les variétés du français québécois[6].
- Le phonème /ɛː/, /o/ et /ø/ subissent la prénasalisation devant /m/ et /n/ : « même » se prononce [mɛ̃ɪ̯̃m] ~ [mãɪ̯̃m], « chaîne » se prononce [ʃɛ̃ɪ̯̃n] ~ [ʃãɪ̯̃n], « jaune » se prononce [ʒõũ̯n], et « jeûne » se prononce [ʒø̃ỹ̯n] etc.
- Ce qui se présente historiquement comme <oi> dans l'orthographe du français scolaire standard retient en québécois les reflets de changements linguistiques qui s'expliquent par l'évolution de l'ancien français vers le français du XVIIe siècle mais qui ne subsistent en Europe que partiellement à un niveau dialectal non standard. On distingue cinq cas, chaque cas ayant une réalisation basilectale (donnée ici en premier) et une réalisation acrolectale[7]:
  - (1) [we] ~ [wa]:  moi, toi, boit, boivent, voit, voient, doit, doivent, etc.;
  - (2) [wɛ] ~ [wa]:  poil, poilu, toile, boite, boitent, envoie, envoient, moine, moineau, noisette, etc.;
  - (3) [ɛ] ~ [wa]: [fʁ̥ɛt] froid, froide, [dʁɛt] droit, droite, [eˈtrɛ] étroit, étroite, [sɛj] qu'il soit, [kʁɛj] ils croient, [nɛˈje] se noyer, ce cas étant de distribution lexicale limitée;
  - (4) [wɔ] ~ [wɑ]:  pois, poids, trois, bois (nom commun), mois, noix, etc.;
  - (5):  (5a) en syllabe finale, (5b) dans les autres contextes;
    - (5a) [waɪ̯] ~ [weɪ̯] ~ [wɑː] (acrolecte): poivre, framboise, soir, coiffe, poêle, boîte, armoire, noir, ardoise, etc.
    - (5b) [wɛː] ~ [wɔː] ~ [wɑː] (acrolecte):  poivré, framboisier, soirée, coiffé, poêlé, boîtier, noirceur, etc.
- Les voyelles /i/, /y/ et /u/ sont souvent désonorisées entre deux consonnes sourdes : « université » [ynivɛʁsi̥ˈte], « découper » [deku̥ˈpe], « super » [sẙˈpaɛ̯ʁ] etc.

## Norme de prononciation
La prononciation du français québécois se différencie de la prononciation d'autres variétés du français en cela qu'elle présente une norme de prononciation endogène bien établie et stable. Plusieurs traits de prononciation différant de la norme traditionnelle du français sont ainsi considérés comme standards par les locuteurs québécois, comme notamment,,,,:
- Opposition de timbre et de durée /a/ : /ɑː/ (p. ex. dans patte [pat] ~ pâte [pɑt])
- Réalisation du /a/ final dans <-oi> comme [wɑ] (p. ex. dans trois réalisé comme [tʁwɑ] au lieu de [tʁwa])
- Opposition quantitative /ɛ/ : /ɛː/ (p. ex. dans faites /ɛ/ ~ fête /ɛː/)
- Relâchement/Centralisation de [i], [y] et [u] comme [ɪ], [ʏ], [ʊ] (p. ex. dans six réalisé comme [sɪs] au lieu de [sis])
- Maintien de l'opposition /œ̃/ : /ɛ̃/ (p. ex. dans brun /bʁœ̃/ ~ brin /bʁɛ̃/)
- Réalisation de /ɑ̃/ comme [ɐ̃] central (p. ex. dans penser réalisé comme [pɐ̃se] au lieu de [pɑ̃se])
- Réalisation de /ɛ̃/ comme [ẽ] antérieur (p. ex. dans médecin réalisé comme [medsẽ] au lieu de [medsɛ̃])